# Корея на зимних Олимпийских играх 2018
Объединённая сборная Кореи на зимних Олимпийских играх 2018 года была представлена 35 спортсменками в женском хоккейном турнире. Сборная выступала под флагом Объединения. В качестве гимна команды была выбрана популярная народная песня «Ариран». При этом все остальные спортсмены из Южной Кореи и КНДР выступают на Играх под флагами своих стран.
20 января 2018 года было подписано соглашение между двумя корейскими государствами и МОК о создании совместной сборной в женском хоккее, куда войдут представительницы обоих государств. Ранее корейские спортсмены совместно участвовали только в параде наций во время церемоний открытия Олимпийских игр. Также предлагалось выставить объединённую мужскую четвёрку в бобслее, но предложение не было поддержано.

## Предыстория
Впервые под флагом Объединения спортсмены из двух корейских государств прошли на церемонии открытия летних Олимпийских игр 2000 года в Сиднее. То же самое происходило на играх 2004 и 2006 годов, однако затем ситуация между двумя государствами обострилась и на протяжении 11 лет не было никаких попыток к сближению сборных в рамках Олимпийских игр. В июне 2017 года президент Республики Корея Мун Чжэ Ин выступил с инициативой совместного участия двух Корей на церемонии открытия Игр в Пхёнчхане. В декабре о возможности переговоров по участию в Олимпийских играх спортсменов из КНДР высказался вице-министр иностранных дел Южной Кореи Чо Хун.
Первоначально на Игры от КНДР не отобрался ни один спортсмен, поскольку фигуристы, которые выполнили квалификационные нормативы, пропустили срок регистрации и страна осталась без олимпийских лицензий. В начале января лидер КНДР Ким Чен Ын заявил о готовности направить северокорейскую делегацию на Игры. В ходе первого раунда переговоров предполагалось, что от КНДР на Игры отправятся высокопоставленные чиновники, болельщики, танцоры и музыканты, а также демонстрационная команда мастеров по тхэквондо. В середине января страны достигли соглашения о формировании объединенной женской хоккейной команды, в которую смогут войти до 8 хоккеисток из КНДР.

## Состав сборной
В состав сборной Кореи вошли 23 представительницы Республики Корея и 12 хоккеисток из КНДР.
 Хоккей
1. Рэнди Гриффин
2. Ким Се Рин
3. Ким Хи Вон
4. Ко Хе Ин
5. Ли Джин Гю
6. Ли Ён Джон
7. Ли Ын Джи
8. Лим Джин Гён
9. Женевьев Ноулз
10. Ом Су Ён
11. Пак Йеын
12. Пак Чон А
13. Пак Чхэ Рин
14. Пак Ын Джон
15. Пак Юн Джон
16. Син Со Джон
17. Хан До Хи
18. Хан Су Джин
19. Чо Ми Хван
20. Чо Су Джи
21. Чон Си Юн
22. Чхве Джи Ён
23. Чхве Ю Джон
24. Ким Ун Джон
25. Ким Ун Хян
26. Ким Хян Ми
27. Ри Пом
28. Рё Сон Хи
29. Рю Сун Джон
30. Хван Сол Гён
31. Хван Чун Гум
32. Чин Ок
33. Чон Су Хён
34. Чхве Ун Гён
35. Чхве Джон Хи

## Результаты

### Хоккей

#### Женщины
Объединённая сборная Кореи выступит по квоте сборной Южной Кореи, как страна-хозяйка Игр. Главным тренером объединённой команды будет канадка Сара Мюррей. На каждую игру в заявку сборной будут входить 22 хоккеистки, причём минимум 3 из них должны быть из КНДР.
Состав
| Номер | Имя            | Хват   | Рост, см | Вес, кг | Дата рождения | Клуб          | Игры | ПШ | КН    | %ОБ   |
| ----- | -------------- | ------ | -------- | ------- | ------------- | ------------- | ---- | -- | ----- | ----- |
| 1     | Женевьев Ноулз | Левый  | 160      | 60      | 25.04.2000    | Феникс        | 0    | 0  | 0,00  | 0,00  |
| 20    | Хан До Хи      | Левый  | 159      | 60      | 16.11.1994    | Айс Авенджерс | 1    | 1  | 20,11 | 50    |
| 25    | Ри Пом         | Правый | 163      | 62      | 28.05.1995    | Sajabong      | 0    | 0  | 0,00  | 0,00  |
| 31    | Син Со Джон    | Левый  | 165      | 63      | 04.03.1990    | Айс Бит       | 5    | 26 | 5,29  | 88,98 |

| Номер | Имя           | Позиция    | Хват   | Рост, см | Вес, кг | Дата рождения | Клуб          | Игры | Шайбы | Передачи |
| ----- | ------------- | ---------- | ------ | -------- | ------- | ------------- | ------------- | ---- | ----- | -------- |
| 2     | Ко Хе Ин      | Нападающий | Левый  | 163      | 68      | 18.07.1994    | Айс Авенджерс | 5    | 0     | 0        |
| 3     | Ом Су Ён      | Защитник   | Правый | 168      | 60      | 01.02.2001    | Айс Авенджерс | 5    | 0     | 0        |
| 4     | Ким Ун Хян    | Нападающий | Правый | 157      | 59      | 10.12.1992    | Kanggye       | 5    | 0     | 0        |
| 5     | Каролин Пак   | Нападающий | Правый | 159      | 56      | 18.11.1989    | Феникс        | 5    | 0     | 0        |
| 6     | Чхве Ю Джон   | Нападающий | Правый | 156      | 56      | 27.03.2000    | Айс Бит       | 5    | 0     | 0        |
| 7     | Данелле Им    | Нападающий | Левый  | 162      | 55      | 21.01.1993    | Феникс        | 5    | 0     | 0        |
| 8     | Ким Се Рин    | Защитник   | Левый  | 156      | 60      | 03.04.2000    | Айс Авенджерс | 5    | 0     | 0        |
| 9     | Пак Чон А     | Нападающий | Левый  | 160      | 59      | 13.06.1996    | Айс Бит       | 5    | 0     | 1        |
| 10    | Чхве Джи Ён   | Нападающий | Левый  | 159      | 52      | 21.08.1998    | Айс Авенджерс | 5    | 0     | 0        |
| 11    | Пак Йеын      | Защитник   | Правый | 162      | 54      | 28.05.1996    | Айс Бит       | 5    | 0     | 0        |
| 12    | Ким Хи Вон    | Нападающий | Правый | 164      | 55      | 01.08.2001    | Айс Авенджерс | 5    | 0     | 0        |
| 13    | Ли Ын Джи     | Нападающий | Правый | 154      | 48      | 08.03.2001    | Феникс        | 0    | 0     | 0        |
| 14    | Рё Сон Хи     | Нападающий | Правый | 157      | 61      | 15.01.1994    | Taesongsan    | 1    | 0     | 0        |
| 15    | Пак Чхэ Рин   | Защитник   | Левый  | 158      | 52      | 17.12.1998    | Айс Бит       | 5    | 0     | 0        |
| 16    | Чо Су Джи     | Нападающий | Левый  | 162      | 55      | 09.09.1994    | Айс Бит       | 5    | 0     | 0        |
| 17    | Хан Су Джин   | Нападающий | Правый | 169      | 63      | 22.09.1987    | Айс Бит       | 5    | 1     | 0        |
| 18    | Ким Ун Джон   | Нападающий | Правый | 156      | 63      | 28.10.1992    | Taesongsan    | 0    | 0     | 0        |
| 21    | Ли Ён Джон    | Нападающий | Правый | 160      | 52      | 02.11.1994    | Айс Бит       | 1    | 0     | 0        |
| 22    | Чон Си Юн     | Нападающий | Правый | 171      | 64      | 08.09.2000    | Айс Авенджерс | 1    | 0     | 0        |
| 23    | Пак Юн Джон   | Защитник   | Правый | 171      | 65      | 18.12.1992    | Феникс        | 5    | 0     | 1        |
| 24    | Чо Ми Хван    | Защитник   | Левый  | 160      | 58      | 30.03.1995    | Айс Авенджерс | 2    | 0     | 0        |
| 26    | Ким Хян Ми    | Нападающий | Правый | 162      | 72      | 10.02.1995    | Taesongsan    | 3    | 0     | 0        |
| 27    | Чон Су Хён    | Нападающий | Левый  | 160      | 58      | 10.10.1996    | Taesongsan    | 2    | 0     | 0        |
| 29    | Ли Джин Гю    | Нападающий | Левый  | 163      | 59      | 13.01.2000    | Феникс        | 5    | 0     | 0        |
| 32    | Чин Ок        | Защитник   | Левый  | 158      | 56      | 28.01.1990    | Kanggye       | 1    | 0     | 0        |
| 33    | Чхве Ун Гён   | Нападающий | Левый  | 152      | 52      | 29.01.1994    | Сусан         | 0    | 0     | 0        |
| 37    | Рэнди Гриффин | Нападающий | Левый  | 165      | 58      | 02.09.1988    | Феникс        | 5    | 1     | 0        |
| 39    | Хван Чун Гум  | Нападающий | Правый | 163      | 59      | 11.09.1995    | Taesongsan    | 4    | 0     | 0        |
| 41    | Хван Сол Гён  | Защитник   | Левый  | 160      | 60      | 09.01.1997    | Jangjasan     | 0    | 0     | 0        |
| 42    | Рю Сун Джон   | Защитник   | Левый  | 160      | 59      | 24.07.1995    | Kimchaek      | 0    | 0     | 0        |
| 47    | Чхве Джон Хи  | Защитник   | Левый  | 158      | 62      | 12.12.1991    | Kimchaek      | 0    | 0     | 0        |

| Должность            | Имя            | Гражданство      | Дата рождения |
| -------------------- | -------------- | ---------------- | ------------- |
| Главный тренер       | Сара Мюррей    | Канада           | 28.04.1988    |
| Ассистент            | Ким До Юн      | Республика Корея | 18.09.1980    |
| Ассистент            | Пак Чхоль Хо   | КНДР             | 09.06.1969    |
| Ассистент            | Ребекка Бейкер | США              | 21.09.1990    |
| Генеральный менеджер | Ли Джи Юн      | Республика Корея | 19.05.1986    |

Предварительный раунд
Группа B
|  | Команды, выходящие в четвертьфинал         |
|  | Команды, участвующие в матчах за 5-8 места |

| М | Сборная   | И | В | ВО | ПО | П | ШЗ | ШП | РШ  | О |
| - | --------- | - | - | -- | -- | - | -- | -- | --- | - |
| 1 | Швейцария | 3 | 3 | 0  | 0  | 0 | 13 | 2  | +11 | 9 |
| 2 | Швеция    | 3 | 2 | 0  | 0  | 1 | 11 | 3  | +8  | 6 |
| 3 | Япония    | 3 | 1 | 0  | 0  | 2 | 6  | 6  | 0   | 3 |
| 4 | Корея     | 3 | 0 | 0  | 0  | 3 | 1  | 20 | −19 | 0 |

Время местное (UTC+9).
| 10 февраля 2018 21:10 | Швейцария | 8 : 0 (3:0, 3:0, 2:0) | Корея | Университет Квандон, Каннын Зрителей: 3606 |

| Отчёт | Отчёт                           | Отчёт   | Отчёт                     | Отчёт                                                                                |
| --- | ------------------------------- | ------- | ------------------------- | ------------------------------------------------------------------------------------ |
| |                                 |         |                           |                                                                                      |
| | Флоренс Шеллинг — 00:00-60:00   | Вратари | 00:00-60:00 — Син Со Джон | Судьи: Дина Аллен Габриэль Ариано Лорти Линейные судьи: Джессика Леклерк Жюстин Тодд |
| | Голы:                           |         |                           | Судьи: Дина Аллен Габриэль Ариано Лорти Линейные судьи: Джессика Леклерк Жюстин Тодд |
| Алина Мюллер (мен.) — 10:23 (С. Бенц) Алина Мюллер — 11:24 (С. Бенц, Л. Штальдер) Алина Мюллер — 19:48 (С. Бенц, К. Майер) Алина Мюллер — 21:26 Фёбе Стенц — 22:21 (Э. Разелли, Л. Руди) Фёбе Стенц — 37:19 (Э. Разелли) Лара Штальдер (бол.) — 49:42 (К. Майер, А. Мюллер) Лара Штальдер — 51:48 (А. Мюллер, К. Майер) | 1:0 2:0 3:0 4:0 5:0 6:0 7:0 8:0 |         |                           | Судьи: Дина Аллен Габриэль Ариано Лорти Линейные судьи: Джессика Леклерк Жюстин Тодд |
| |                                 |         |                           | Судьи: Дина Аллен Габриэль Ариано Лорти Линейные судьи: Джессика Леклерк Жюстин Тодд |
| |                                 |         |                           | Судьи: Дина Аллен Габриэль Ариано Лорти Линейные судьи: Джессика Леклерк Жюстин Тодд |
| |                                 |         |                           | Судьи: Дина Аллен Габриэль Ариано Лорти Линейные судьи: Джессика Леклерк Жюстин Тодд |
| 12 мин | Штраф                           | 6 мин   |                           | Судьи: Дина Аллен Габриэль Ариано Лорти Линейные судьи: Джессика Леклерк Жюстин Тодд |
| |                                 |         |                           |                                                                                      |
| | 52                              | Броски  | 8                         |                                                                                      |

| 12 февраля 2018 21:10 | Швеция | 8 : 0 (4:0, 1:0, 3:0) | Корея | Университет Квандон, Каннын Зрителей: 4244 |

| Отчёт | Отчёт                           | Отчёт   | Отчёт                     | Отчёт                                                                                        |
| --- | ------------------------------- | ------- | ------------------------- | -------------------------------------------------------------------------------------------- |
| |                                 |         |                           |                                                                                              |
| | Сара Гран — 00:00-60:00         | Вратари | 00:00-60:00 — Син Со Джон | Судьи: Габриэль Ариано Лорти Драгомира Фиалова Линейные судьи: Йоханна Тауряйнен Жюстин Тодд |
| | Голы:                           |         |                           | Судьи: Габриэль Ариано Лорти Драгомира Фиалова Линейные судьи: Йоханна Тауряйнен Жюстин Тодд |
| Майя Нилен Перссон (бол.) — 04:00 (Э. Аласалми) Элин Лундберг — 09:47 (Ф. Раск, Э. Грам) Йоханна Фаллман — 10:17 (Ф. Раск, С. Кюллер) Эрика Уден Йоханссон — 17:04 (Л. Йоханссон) Пернилла Винберг — 24:08 (Э. Аласами, Э. Лундберг) Эмма Нордин — 41:09 (Э. Лундберг) Пернилла Винберг — 41:45 (Э. Грам, Э. Нордин) Ребекка Стенберг — 45:34 (П. Винберг) | 1:0 2:0 3:0 4:0 5:0 6:0 7:0 8:0 |         |                           | Судьи: Габриэль Ариано Лорти Драгомира Фиалова Линейные судьи: Йоханна Тауряйнен Жюстин Тодд |
| |                                 |         |                           | Судьи: Габриэль Ариано Лорти Драгомира Фиалова Линейные судьи: Йоханна Тауряйнен Жюстин Тодд |
| |                                 |         |                           | Судьи: Габриэль Ариано Лорти Драгомира Фиалова Линейные судьи: Йоханна Тауряйнен Жюстин Тодд |
| |                                 |         |                           | Судьи: Габриэль Ариано Лорти Драгомира Фиалова Линейные судьи: Йоханна Тауряйнен Жюстин Тодд |
| 8 мин | Штраф                           | 6 мин   |                           | Судьи: Габриэль Ариано Лорти Драгомира Фиалова Линейные судьи: Йоханна Тауряйнен Жюстин Тодд |
| |                                 |         |                           |                                                                                              |
| | 50                              | Броски  | 19                        |                                                                                              |

| 14 февраля 2018 16:40 | Корея | 1 : 4 (0:2, 1:0, 0:2) | Япония | Университет Квандон, Каннын Зрителей: 4110 |

| Отчёт                               | Отчёт                     | Отчёт | Отчёт                      | Отчёт                                                                                   |
| ----------------------------------- | ------------------------- | --- | -------------------------- | --------------------------------------------------------------------------------------- |
|                                     |                           | |                            |                                                                                         |
|                                     | Син Со Джон — 00:00-60:00 | Вратари | 00:00-60:00 — Аканэ Кониси | Судьи: Драгомира Фиалова Николь Хертич Линейные судьи: Джессика Леклер Зузана Свободова |
|                                     | Голы:                     | |                            | Судьи: Драгомира Фиалова Николь Хертич Линейные судьи: Джессика Леклер Зузана Свободова |
| Рэнди Гриффин — 29:31 (Пак Юн Джон) | 0:1 0:2 1:2 1:3 1:4       | 01:07 — Ханаэ Кубо (Х. Токо, Р. Укита) 03:58 — Сёко Оно (бол.) (С. Койкэ, Х. Ёнэяма) 51:42 — Сиори Койкэ (бол.) (А. Хосоямада, Х. Ёнэяма) 03:58 — Сёко Оно (п.в.) (С. Койкэ, Х. Ёнэяма) |                            | Судьи: Драгомира Фиалова Николь Хертич Линейные судьи: Джессика Леклер Зузана Свободова |
|                                     |                           | |                            | Судьи: Драгомира Фиалова Николь Хертич Линейные судьи: Джессика Леклер Зузана Свободова |
|                                     |                           | |                            | Судьи: Драгомира Фиалова Николь Хертич Линейные судьи: Джессика Леклер Зузана Свободова |
|                                     |                           | |                            | Судьи: Драгомира Фиалова Николь Хертич Линейные судьи: Джессика Леклер Зузана Свободова |
| 6 мин                               | Штраф                     | 4 мин |                            | Судьи: Драгомира Фиалова Николь Хертич Линейные судьи: Джессика Леклер Зузана Свободова |
|                                     |                           | |                            |                                                                                         |
|                                     | 13                        | Броски | 44                         |                                                                                         |

Плей-офф за 5-8-е места
Полуфинал
| 18 февраля 2018 12:10 | Швейцария | 2 : 0 (1:0, 1:0, 0:0) | Корея | Университет Квандон, Каннын Зрителей: 3811 |

| Отчёт                                                                                              | Отчёт                      | Отчёт   | Отчёт                     | Отчёт                                                                                           |
| -------------------------------------------------------------------------------------------------- | -------------------------- | ------- | ------------------------- | ----------------------------------------------------------------------------------------------- |
| |                            |         |                           |                                                                                                 |
| | Янина Альдер — 00:00-60:00 | Вратари | 00:00-60:00 — Син Со Джон | Судьи: Габриэль Ариано Лорти Катарина Тимглас Линейные судьи: Йенни Хейккинен Вероника Юханссон |
| | Голы:                      |         |                           | Судьи: Габриэль Ариано Лорти Катарина Тимглас Линейные судьи: Йенни Хейккинен Вероника Юханссон |
| Сабрина Цоллингер (бол.) — 16:35 (Н. Булло, Л. Бенц) Эвелина Разелли — 38:52 (Д. Рюгг, Л. Альтман) | 1:0 2:0                    |         |                           | Судьи: Габриэль Ариано Лорти Катарина Тимглас Линейные судьи: Йенни Хейккинен Вероника Юханссон |
| |                            |         |                           | Судьи: Габриэль Ариано Лорти Катарина Тимглас Линейные судьи: Йенни Хейккинен Вероника Юханссон |
| |                            |         |                           | Судьи: Габриэль Ариано Лорти Катарина Тимглас Линейные судьи: Йенни Хейккинен Вероника Юханссон |
| |                            |         |                           | Судьи: Габриэль Ариано Лорти Катарина Тимглас Линейные судьи: Йенни Хейккинен Вероника Юханссон |
| 2 мин                                                                                              | Штраф                      | 8 мин   |                           | Судьи: Габриэль Ариано Лорти Катарина Тимглас Линейные судьи: Йенни Хейккинен Вероника Юханссон |
| |                            |         |                           |                                                                                                 |
| | 53                         | Броски  | 19                        |                                                                                                 |

Матч за 7-е место
| 20 февраля 2018 12:10 | Швеция | 6 : 1 (2:1, 1:0, 3:0) | Корея | Университет Квандон, Каннын Зрителей: 4125 |

| Отчёт | Отчёт                                                   | Отчёт                                  | Отчёт                                             | Отчёт                                                                           |
| --- | ------------------------------------------------------- | -------------------------------------- | ------------------------------------------------- | ------------------------------------------------------------------------------- |
| |                                                         |                                        |                                                   |                                                                                 |
| | Минацу Мурасэ — 00:00-31:11 Сара Берглинд — 31:11-60:00 | Вратари                                | 00:00-57:01 — Син Со Джон 57:01-60:00 — Хан До Хи | Судьи: Драгомира Фиалова Аина Хове Линейные судьи: Йенни Хейккинен Наташа Пагон |
| | Голы:                                                   |                                        |                                                   | Судьи: Драгомира Фиалова Аина Хове Линейные судьи: Йенни Хейккинен Наташа Пагон |
| Сабина Кюллер — 05:50 (Ф. Раск, Э. Уден Юханссон) Эмми Аласалми (бол.) — 19:37 (М. Нилен Перссон, А. Боргквист) Эрика Грам — 36:27 (Ф. Раск, Э. Нордин) Анни Сведин — 43:05 (Л. Юханссон, С. Хьялмарссон) Фанни Раск — 49:31 (М. Линд) Лиза Юханссон — 57:19 (А. Боргквист, С. Хьялмарссон) | 1:0 1:1 2:1 3:1 4:1 5:1 6:1                             | 06:21 — Хан Су Джин (бол.) (Пак Чон А) |                                                   | Судьи: Драгомира Фиалова Аина Хове Линейные судьи: Йенни Хейккинен Наташа Пагон |
| |                                                         |                                        |                                                   | Судьи: Драгомира Фиалова Аина Хове Линейные судьи: Йенни Хейккинен Наташа Пагон |
| |                                                         |                                        |                                                   | Судьи: Драгомира Фиалова Аина Хове Линейные судьи: Йенни Хейккинен Наташа Пагон |
| |                                                         |                                        |                                                   | Судьи: Драгомира Фиалова Аина Хове Линейные судьи: Йенни Хейккинен Наташа Пагон |
| 6 мин | Штраф                                                   | 4 мин                                  |                                                   | Судьи: Драгомира Фиалова Аина Хове Линейные судьи: Йенни Хейккинен Наташа Пагон |
| |                                                         |                                        |                                                   |                                                                                 |
| | 40                                                      | Броски                                 | 16                                                |                                                                                 |

Итог: По результатам женского хоккейного турнира Объединённая сборная Кореи заняла 8-е место.